# Slätbaken
Slätbaken er en fjord eller havbugt i Östergötland, i Söderköpings och Norrköpings kommuner. Inderst i bugten ligger den østlige ende af Göta kanal ved Mem, i nærheden Söderköping. Ruinen Stegeborg Slot ligger på en holm i vigens sydøstlige del og afspærrede tidligere det smalle indløb som førte til Söderköping. Nord for Slätbaken ligger halvøen Vikbolandet. Øen Eknön ligger ved Slätbaken udmunding i Østersøen, og ud for, og syd for ligger Sankt Anna skærgård. Vigens nordlige side domineres af bjerge, hvor der findes flere kobberminer fra 1600-tallet. Slätbaken er op omkring 45 meter dyb.
58°28′N 16°30′Ø / 58.467°N 16.500°Ø